# Bill Stepien
Bill Stepien (geboren am 3. Januar 1978) ist ein US-amerikanischer Politikberater.
Er studierte an der Rutgers University. Bereits 1997 war er der Kampagnenleiter des Abgeordneten Anthony R. Bucco aus New Jersey. Er war Wahlkampfleiter des Republikaners Bill Baroni 2003. Als Mitarbeiter des Politikberaters Mike DuHaime arbeitete er im Präsidentschaftswahlkampf von Rudy Giuliani und John McCain mit. Er war Wahlkampfmanager für Chris Christie bei dessen erster Kandidatur als Gouverneur von New Jersey und seiner späteren Wiederwahl. 2016 wurde Stepien zum politischen Direktor des Weißen Hauses ernannt. Er wurde von Donald Trump am 15. Juli 2020 zum Leiter des Wahlkampfs 2020 berufen; er ersetzte Brad Parscale.
Am 2. Oktober 2020 wurde Stepien positiv auf COVID-19 getestet. Mitte Oktober 2020 zählte er zu den Skeptikern, ob Trump die Wahl gewinnen könnte.